# Centropogon urceolatus
Centropogon urceolatus är en klockväxtart som beskrevs av Franz Elfried Wimmer. Centropogon urceolatus ingår i släktet Centropogon och familjen klockväxter. Inga underarter finns listade i Catalogue of Life.